# 新井宏幸
新井 宏幸（あらい ひろゆき、1988年5月9日 - ）は、日本の俳優、スーツアクター。埼玉県出身。

## 人物・来歴
高校卒業後に通っていた演技の専門学校へキャスタッフからの募集があり、幼少期にウルトラシリーズに憧れていたことを思い出して応募し、採用に至る。
テレビ番組『ウルトラゾーン』の不良怪獣ゼットン役でデビュー。以後、ウルトラシリーズで怪獣・宇宙人専門のスーツアクターとして活動している。
思い入れのある怪獣として『ウルトラマンギンガS』のシェパードンを挙げている。

## 出演

### テレビ
- ウルトラゾーン（2011年 - 2012年） - 不良怪獣ゼットン[2]
- ウルトラマンギンガ（2013年） - ナックル星人グレイ[2]
- ウルトラマンギンガS（2014年）- シェパードン[2]、メトロン星人ジェイス[2]
- ウルトラ怪獣散歩（2015年）
- ウルトラマンX（2015年） - デマーガ、バードン、ファントン星人グルマン、ルディアン、ナックル星人ナクリ、ホオリンガ、ゴメス（S）、グビラ、レッドキング、M1号、バグバズンブルード
- ウルトラマンオーブ（2016年） - マガゼットン、マガグランドキング、マガジャッパ、メトロン星人タルデ、グビラ、ゼッパンドン、ノーバ、デマーガ[3]
- ウルトラマンジード（2017年） - ペダニウムゼットン、ゼガン
- 帰ってきたアイゼンボーグ（2017年） - ゴッテス
- ウルトラマンR/B（2018年） - グルジオボーン、レッドキング、ゴメス（S）、グルジオキング、ネロンガ、ダダ、グルジオレギーナ
- ウルトラマンタイガ（2019年） - ゼガン、キングゲスラ、セグメゲル、ペロリンガ星人、マジャッパ、ブラックキング、パゴス、デマーガ、ゼットン、パンドン、タッコング、ウーラー
- ウルトラマンZ（2020年） - ゴメス（1話）、ネロンガ、ゴモラ、テレスドン、ゼッパンドン（5、24話）、ペダニウムゼットン、レッドキングA、グルジオライデン、ブルトン、パゴス、ベムスター、M1号、ファイブキング（22話）
- ウルトラマントリガー NEW GENERATION TIGA（2021年 - 2022年） - オカグビラ、ザラガス、メツオーガ、セグメゲル、アボラス、パゴス
- ウルトラマンデッカー（2022年 - 2023年） - ミクラス（2、5、14話）、ゴモラ、テレスドン、レッドキング、キングゲスラ、パンドン、メトロン星人ナイゲル、スフィアレッドキング
- ウルトラマンブレーザー（2023年 - 2024年） - バザンガ、ドルゴ、ガヴァドン、モグージョン、ズグガン、レッドキング
- ウルトラマンアーク（2024年 - 2025年） - シャゴン、リオド、ネズドロン、インターネット・カネゴン、ネロンガ、ノイズラー、オカグビラ、モグージョン、ゴメス、ザンドリアス、ギルバグ
- ウルトラマンオメガ（2025年 - ） - ヴァグセクト、ベグノス、オオヘビヌシノミコト、ゲドラゴ

### 映画
- ウルトラマンゼロ THE MOVIE 超決戦!ベリアル銀河帝国（2010年）
- ウルトラマンサーガ（2012年） - アクションサポート
- ウルトラマンギンガ 劇場スペシャル ウルトラ怪獣☆ヒーロー大乱戦!（2014年）
- 劇場版 ウルトラマンギンガS 決戦!ウルトラ10勇士!!（2015年）
- 劇場版 ウルトラマンX きたぞ!われらのウルトラマン（2016年） - ゴーグファイヤーゴルザ
- 劇場版 ウルトラマンオーブ 絆の力、おかりします!（2017年） - ガッツ星人ドッペル
- 劇場版 ウルトラマンジード つなぐぜ! 願い!!（2018年）
- 劇場版 ウルトラマンR/B セレクト! 絆のクリスタル（2019年） ‐ ベムスター
- 劇場版 ウルトラマンタイガ ニュージェネクライマックス（2020年） ‐ ダダ
- ウルトラマントリガー エピソードZ（2022年） - パゴス
- ウルトラマンデッカー最終章 旅立ちの彼方へ…（2023年） - メトロン星人ナイゲル

### オリジナルビデオ
- ウルトラ銀河伝説外伝 ウルトラマンゼロVSダークロプスゼロ（2010年）

### ネットムービー
- ウルトラ怪獣御殿（2012年）
- ウルトラマンオーブ THE ORIGIN SAGA（2016年）